# Perana Performance Group

Markenlogo

Die Perana Performance Group war ein südafrikanischer Automobilhersteller.

## Beschreibung
Das Unternehmen wurde 2007 in Port Elizabeth gegründet. Der Markenname lautete Perana. Es bestand keine Verbindung zu Basil Green Motors, die in der Vergangenheit als Tuningmarke Perana bekannt wurden.
Es ist nicht bekannt, wann die Produktion endete. Die letzte Version der Internetseite des Unternehmens mit sinnvollem Inhalt stammt von Februar 2012.
Im März 2012 wurde bekannt, dass das Fahrzeug unter der Marke AC als AC 378 vermarktet werden soll.

## Modelle
Der Prototyp Z-one wurde 2009 auf dem Genfer Auto-Salon präsentiert. Zagato hatte das Design des Supersportwagens entworfen. Das Coupé bot Platz für zwei Personen.
Ein V8-Motor mit 6200 cm³ Hubraum und 323 kW Leistung trieb die Hinterräder an.
Das Fahrzeug mit 2540 mm Radstand war 4406 mm lang, 1924 mm breit und 1233 mm hoch. Das Leergewicht war mit 1465 kg angegeben.
Die Serienproduktion des Perana Z-One sollte bei Hi-Tech Automotive stattfinden. Der Preis in Europa sollte bei knapp 50.000 Pfund Sterling (ohne Steuern) liegen.
In den USA sollte der Preis ab August 2010 bei 100.000 US-Dollar liegen.

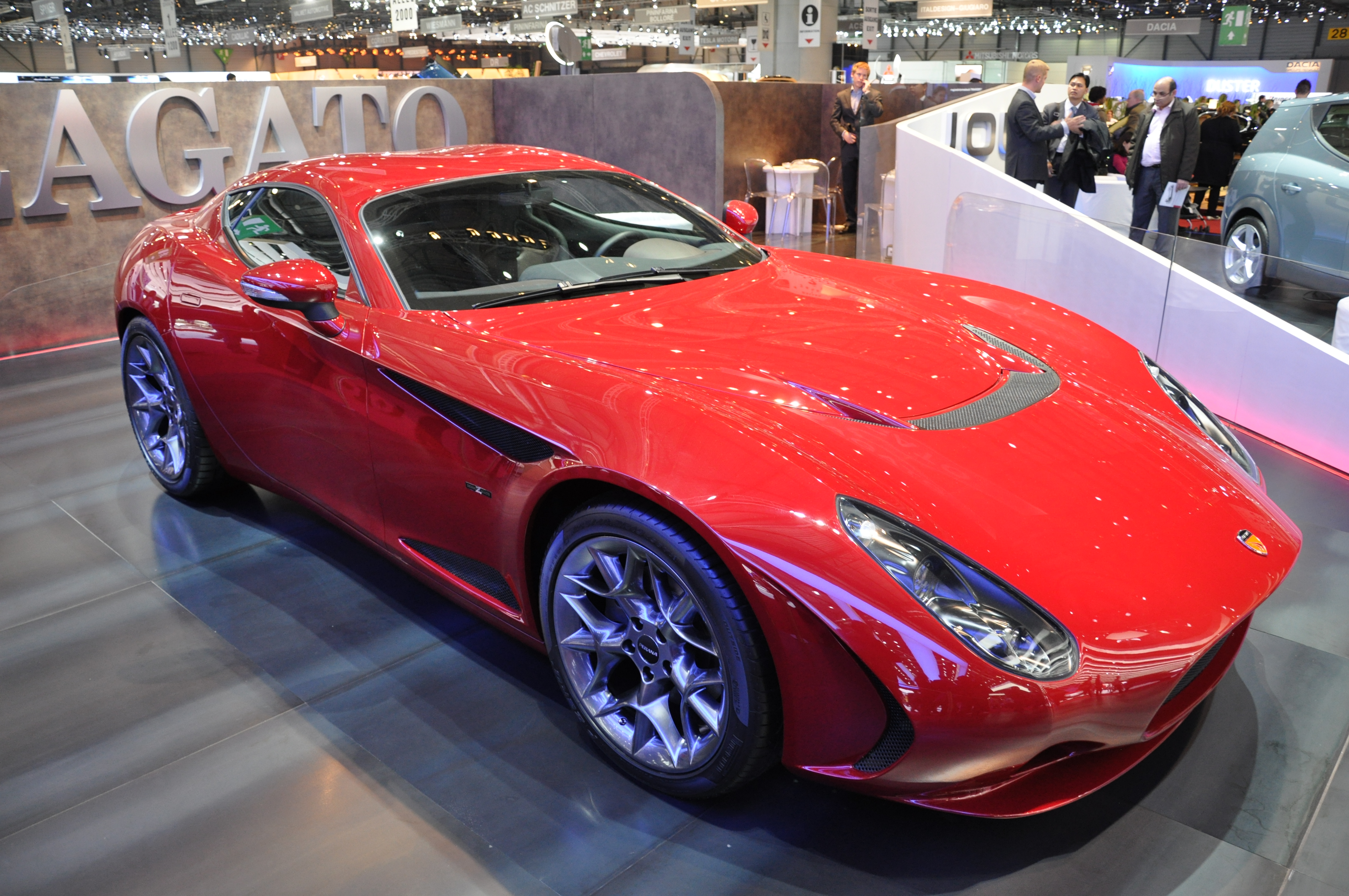
Zagato Z-one Konzeptfahrzeug
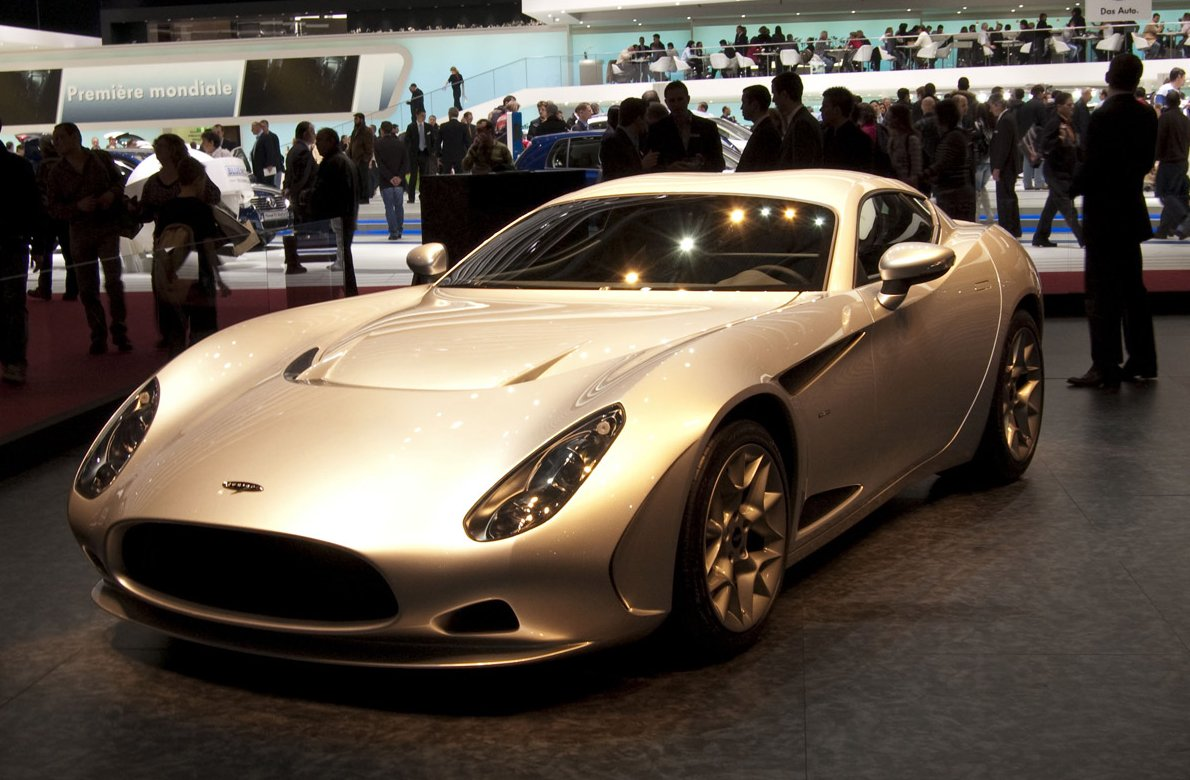
Perana Z-one Serienmodell
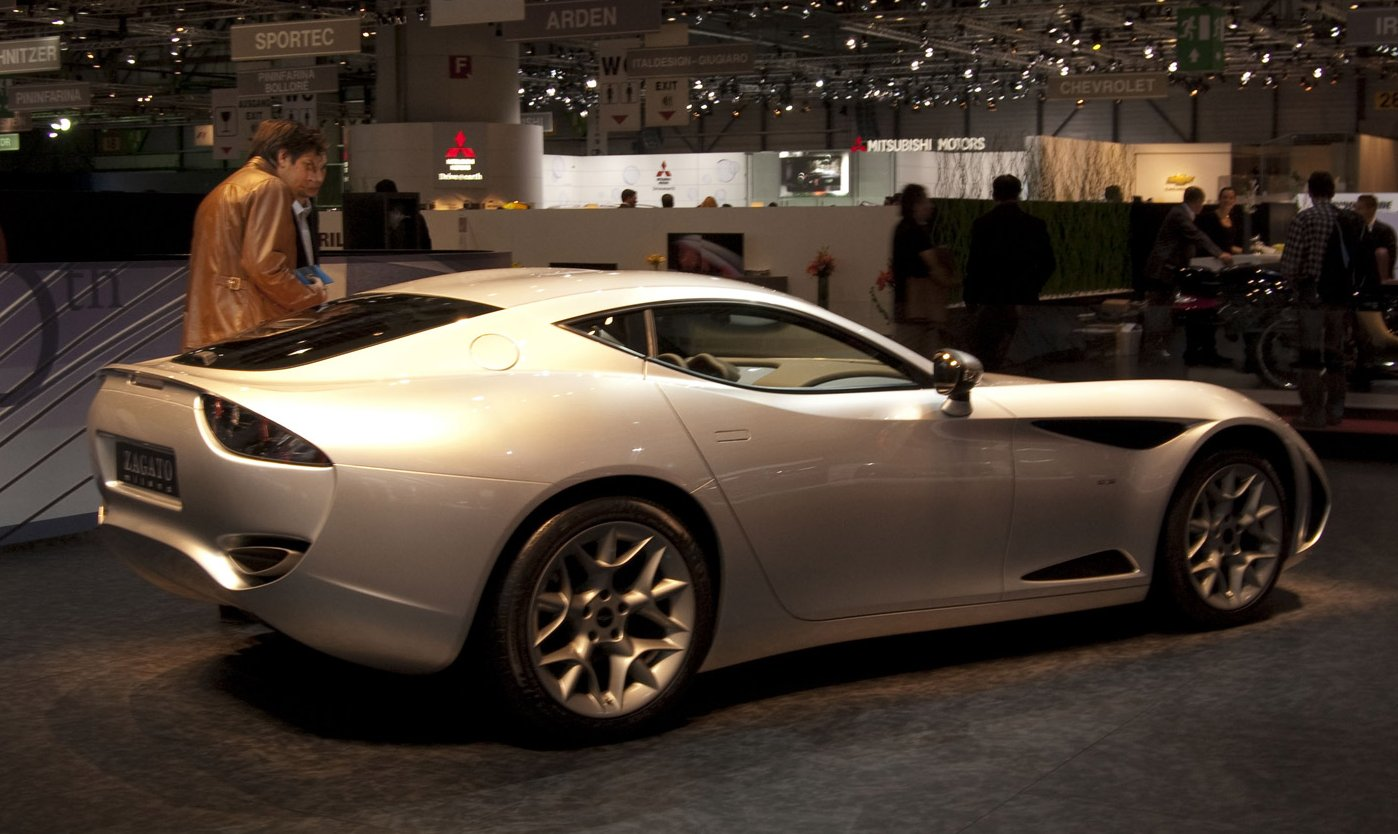
Perana Z-one Serienmodell